# 275
275（二百七十五、にひゃくななじゅうご）は自然数、また整数において、274の次で276の前の数である。

## 性質
- 275 は合成数であり、約数は 1, 5, 11, 25, 55, 275 である。
  - 約数の和は372。
- 各位の和が14になる16番目の数である。1つ前は266、次は284。
- 各位の積が各位の和の5倍になる2番目の数である。1つ前は257、次は345。(オンライン整数列大辞典の数列 A062382)
- 275 = 12 + 72 + 152 = 52 + 52 + 152 = 52 + 92 + 132
  - 3つの平方数の和3通りで表せる36番目の数である。1つ前は274、次は286。(オンライン整数列大辞典の数列 A025323)
  - 275 = 12 + 72 + 152 = 52 + 92 + 132
    - 異なる3つの平方数の和2通りで表せる49番目の数である。1つ前は274、次は276。(オンライン整数列大辞典の数列 A025340)
- 275 = 25 + 35
  - n = 5 のときの 2n + 3n の値とみたとき1つ前は97、次は793。(オンライン整数列大辞典の数列 A007689)
  - n = 2 のときの 22n+1 + 32n+1 の値とみたとき1つ前は35、次は2315。(オンライン整数列大辞典の数列 A138233)
  - 素数 p = 5 のときの 2p + 3p の値とみたとき1つ前は35、次は2315。(オンライン整数列大辞典の数列 A135172)
  - 連続素数の5乗数の和で表せる最小の数である。次は3368。(オンライン整数列大辞典の数列 A133536)
- 275 = 52 × 11
  - 2つの異なる素因数の積で p2 × q の形で表せる35番目の数である。1つ前は268、次は279。(オンライン整数列大辞典の数列 A054753)
- 3桁以上の数で最大桁と最小桁で作る数で元の数を割り切れる33番目の数である。1つ前は264、次は280。(オンライン整数列大辞典の数列 A108343)
例．275 ÷ 25 = 11
  - 27…75 の形の数はすべて25の倍数である。(例．27…75 = 11…11 × 25)
- すべての桁が素数である35番目の数である。1つ前は273、次は277。(オンライン整数列大辞典の数列 A046034)
  - すべての桁が異なる素数である22番目の数である。1つ前は273、次は325。(オンライン整数列大辞典の数列 A124673)
- 275 = 2801 − 51 = 2802 − 57
  - a > 1 , b > 1 のとき ax − by = c を成り立たせる自然数 x , y の解を2つもつ9番目の数である。1つ前は89、次は1215。(オンライン整数列大辞典の数列 A236211)
- 275 = 182 − 49
  - n = 18 のときの n2 − 49 の値とみたとき1つ前は240、次は312。(オンライン整数列大辞典の数列 A098848)

## その他 275 に関連すること
- 西暦275年
- 紀元前275年
- 年始から数えて275日目は10月2日、閏年は10月1日。
- UFC 275
- フェラーリ・275
- ランナー (USS Runner, SS-275) は、アメリカ海軍の潜水艦。
- スパンタックス275便墜落事故
- 275号線 (ポーランド)
- 275号線 (チェコ)